# 二乙酸美雄醇
二乙酸美雄醇（或称为二乙酸甲基雄烯二醇，美雄醇-3β,17β-二乙酸酯，17α-methylandrost-5-ene-3β,17β-diol 3β,17β-diacetate）是一种人工合成的雄激素酯，从未上市。